# نیکولای کیروف
نیکولای کیروف (بلاروسی: Мікалай Іванавіч Кіраў؛ زادهٔ ۲۲ نوامبر ۱۹۵۷) ورزشکار دو و میدانی اهل اتحاد جماهیر شوروی سوسیالیستی است.
وی در مسابقات کشوری و بین‌المللی در مجموع برندهٔ ۱ مدال برنز شده‌است.